# 25 octombrie
ianuarie • februarie • martie  • aprilie  • mai  • iunie  • iulie  • august  • septembrie  • octombrie  • noiembrie  • decembrie
25 octombrie este a 298-a zi a calendarului gregorian și a 299-a zi în anii bisecți. Mai sunt 67 de zile până la sfârșitul anului.

## Evenimente

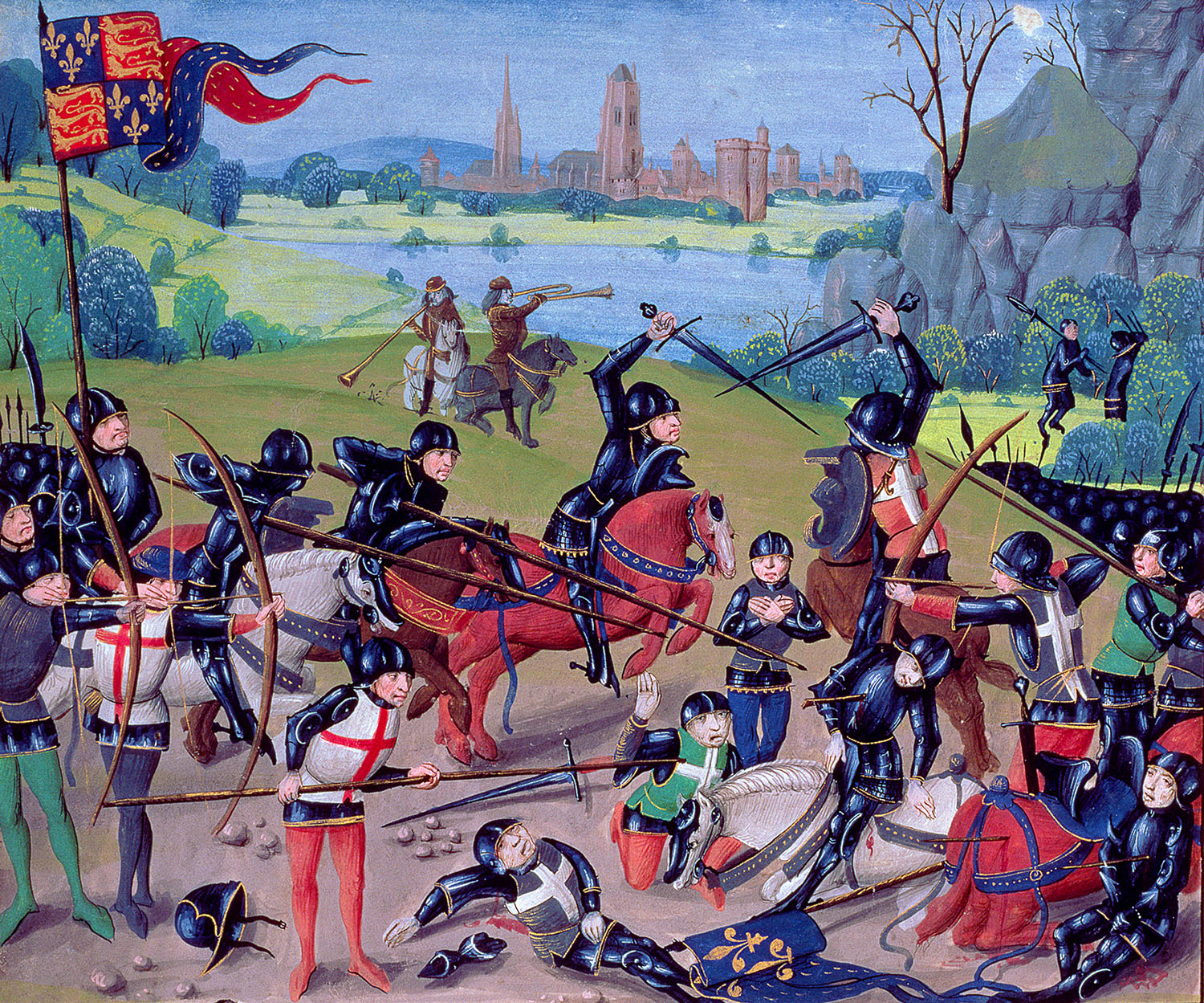
1415: Bătălia de la Azincourt. Armata lui Henric al V-lea al Angliei i-a învins pe francezi.

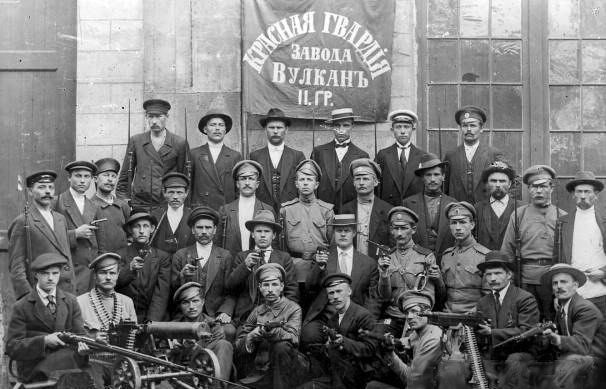
1917: La Petrograd, bolșevicii au declanșat o insurecție și au lansat un asalt asupra palatului de iarnă, declanșând Revoluția din Octombrie.

- 1147: O armată a cruciaților sub conducerea lui Conrad al III-lea al Germaniei a fost învinsă în bătălia de la Dorylaeum, de către trupele Sultanatului de Rum.
- 1154: Henric al II-lea al Angliei devine rege al Angliei.
- 1415: Războiul de O Sută de Ani: Armata lui Henric al V-lea al Angliei a înfrânt armata franceză în Bătălia de la Azincourt.
- 1501: Magnații polonezi își impun controlul asupra regalității (privilegiile de la Mielnik).
- 1529: Regele Henric al VIII-lea al Angliei îl demite pe cardinalul Thomas Wolsey din funcția de cancelar, deoarece acesta refuzase să legitimizeze relația suveranului cu Anne Boleyn.
- 1671: Giovanni Domenico Cassini descoperă satelitul Iapetus, o lună a planetei Saturn.
- 1722: În catedrala din Reims, Ludovic al XV-lea, în vârstă de 12 ani, devine rege al Franței.
- 1760: După moartea bunicului său, George al III-lea devine rege al Marii Britanii.
- 1854: În timpul războiului Crimeii, în Bătălia de la Balaklava, are loc dezastruoasa șarjă a cavaleriei ușoare britanice.
- 1858: Este dată în folosință calea ferată Szolnok–Arad. Aradul devine al doilea oraș de pe teritoriul actual al României, după Timișoara, conectat la rețeaua feroviară.
- 1917: La Petrograd, bolșevicii au declanșat o insurecție și au lansat un asalt asupra palatului de iarnă, declanșând Revoluția din Octombrie.
- 1927: În urma scufundării vaporului de lux italian Principessa Mafalda în apropierea orașului Porto Seguro (Brazilia), 312 persoane își pierd viața.
- 1935: A avut loc, la Opera Română, premiera operei bufe „O noapte furtunoasă” de Paul Constantinescu (libretul dupa I.L. Caragiale), sub bagheta lui Ionel Perlea.
- 1936: Adolf Hitler și Benito Mussolini au creat Axa Roma–Berlin.
- 1944: În Al Doilea Război Mondial, armata română intră în orașul Carei (Bătălia de la Carei), preluând controlul asupra întregului teritoriu pierdut în urma Dictatului de la Viena din 1940.
- 1944: Japonia lansează primul atac kamikaze în timpul Bătăliei din Golful Leyte.
- 1950: China intră în Războiul din Coreea, de partea Coreei de Nord.
- 1965: A fost înființat, la Mangalia, primul Muzeu al Marinei.
- 1971: Cu Rezoluția ONU 2758, Republica Populară Chineză se alătură Organizației Națiunilor Unite. De atunci Taiwanul nu mai este reprezentat în ONU.
- 1974: A avut loc premiera piesei Matca, de Marin Sorescu.
- 1983: Forțele militare americane au invadat statul Grenada, șase zile după ce primul ministru Maurice Bishop și câțiva susținători ai acestuia au fost executați în timpul unei lovituri de stat.
- 1999: A avut loc primul transplant de cord, efectuat la Spitalul de Urgență Floreasca de o echipă de medici condusă de conf. dr. Șerban Brădișteanu.
- 2001: Microsoft a lansat sistemul de operare Windows XP.
- 2022: Pe fondul unei crize guvernamentale, Rishi Sunak devine prim-ministru al Regatului Unit, în urma demisiei lui Liz Truss după un mandat de 50 de zile.[1]

## Nașteri
- 1510: Renée a Franței, fiica regelui Ludovic al XII-lea al Franței (d. 1574)
- 1667: Ludwig Friedrich I, Prinț de Schwarzburg-Rudolstadt (d. 1718)
- 1692: Elisabeta de Parma, a doua soție a regelui Filip al V-lea al Spaniei (d. 1766)
- 1759: Maria Feodorovna, a doua soție a Țarului Pavel I al Rusiei (d. 1828)
- 1767: Benjamin Constant, scriitor francez de origine elvețiană (d. 1830)

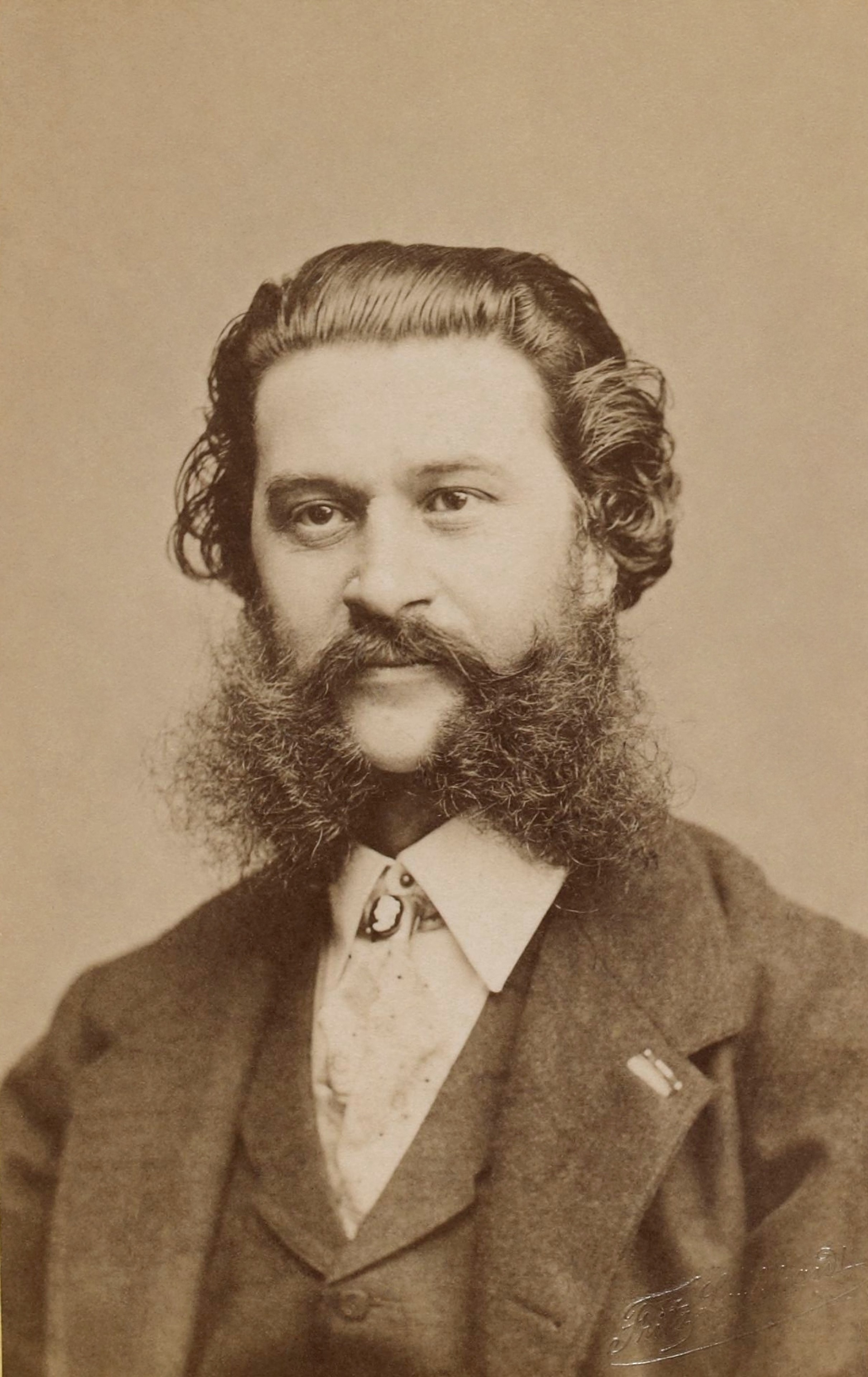
Johann Strauss fiul, compozitor austriac
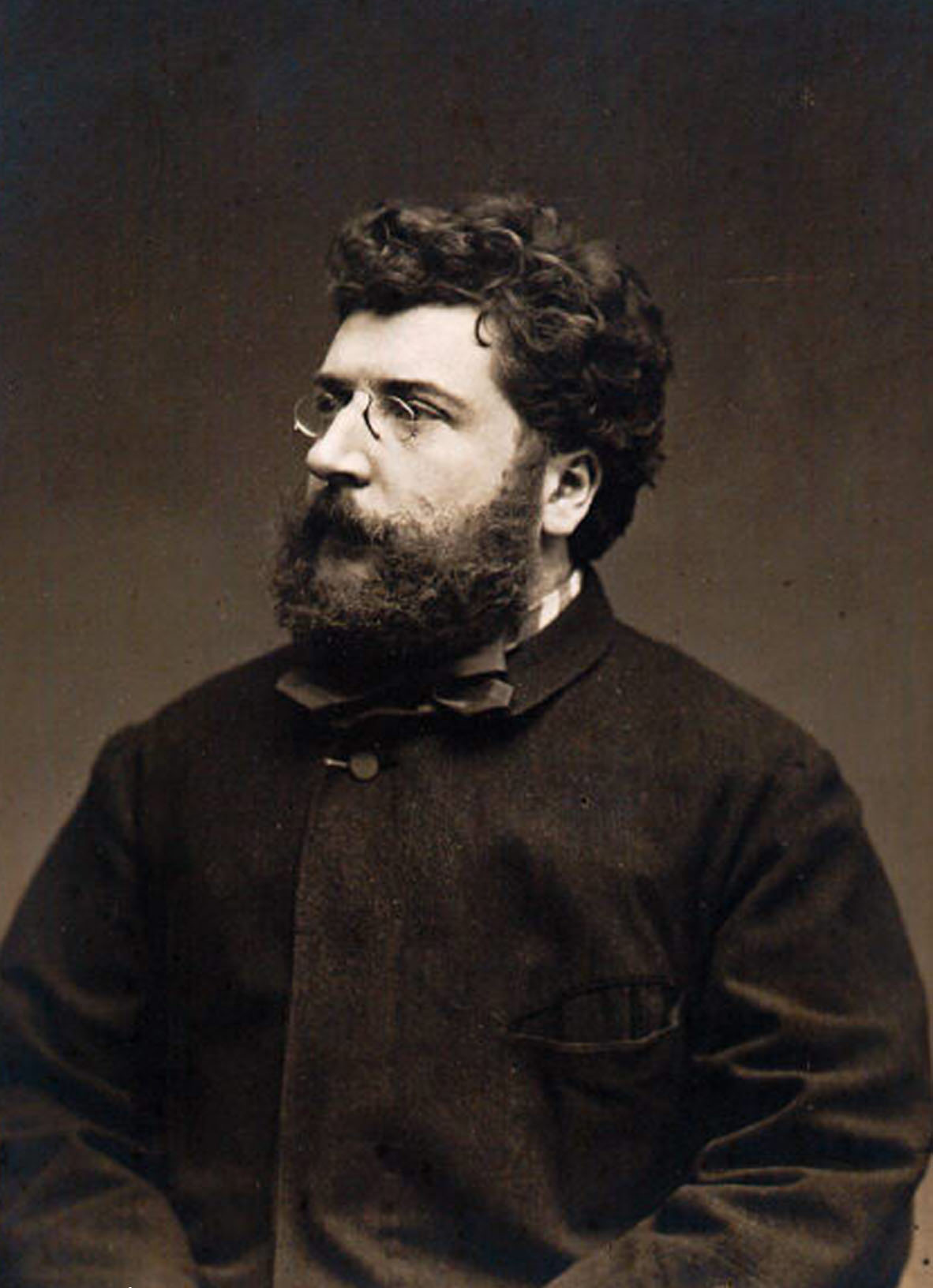
Georges Bizet, compozitor francez
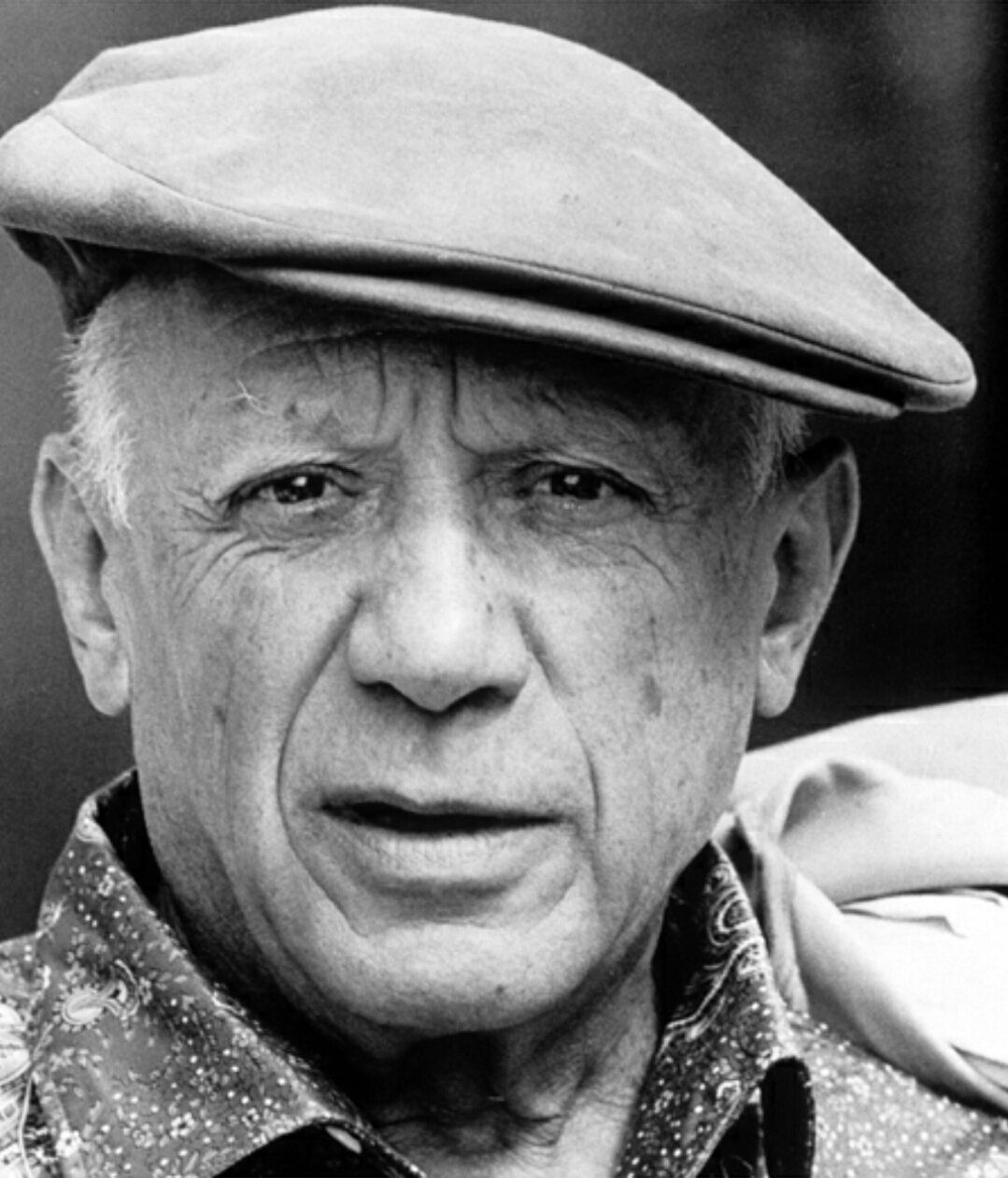
Pablo Picasso, pictor spaniol

- 1772: Geraud Duroc, general francez (d. 1813)
- 1789: Samuel Heinrich Schwabe, astronom german (d. 1875)
- 1811: Evariste Galois, matematician francez (d. 1832)
- 1825: Johann Strauss, compozitor austriac - fiul (d. 1899)
- 1827: Marcellin Berthelot, chimist și politician francez (d. 1907)
- 1838: Georges Bizet, compozitor francez (d. 1875)
- 1858: Dimitrie Negreanu, fizician român (d. 1908)
- 1877: Henry Norris Russell, astronom american (d. 1957)
- 1881: Pablo Picasso, pictor, sculptor, gravor și ceramist spaniol (d. 1973)
- 1888: Richard Evelyn Byrd, cercetător american (d. 1957)
- 1896: Aurel Jiquidi, grafician român (d. 1962)
- 1902: Dumitru Popovici, critic literar român (d. 1952)
- 1913: Klaus Barbie, politician german („Șeful Gestapoului din Lyon“) (d. 1991)
- 1921: Mihai I, rege al României (1927-1930; 1940-1947) (d. 2017)

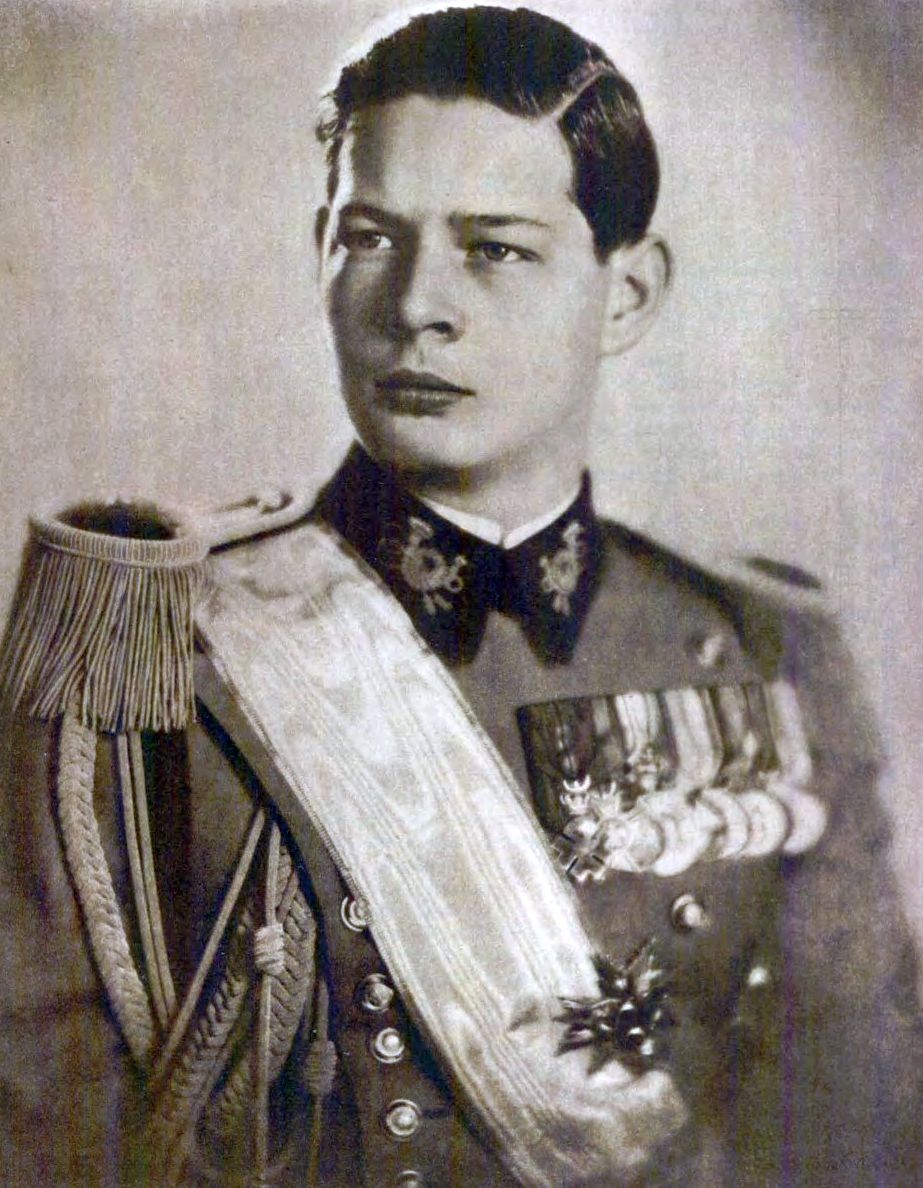
Regele Mihai I al României
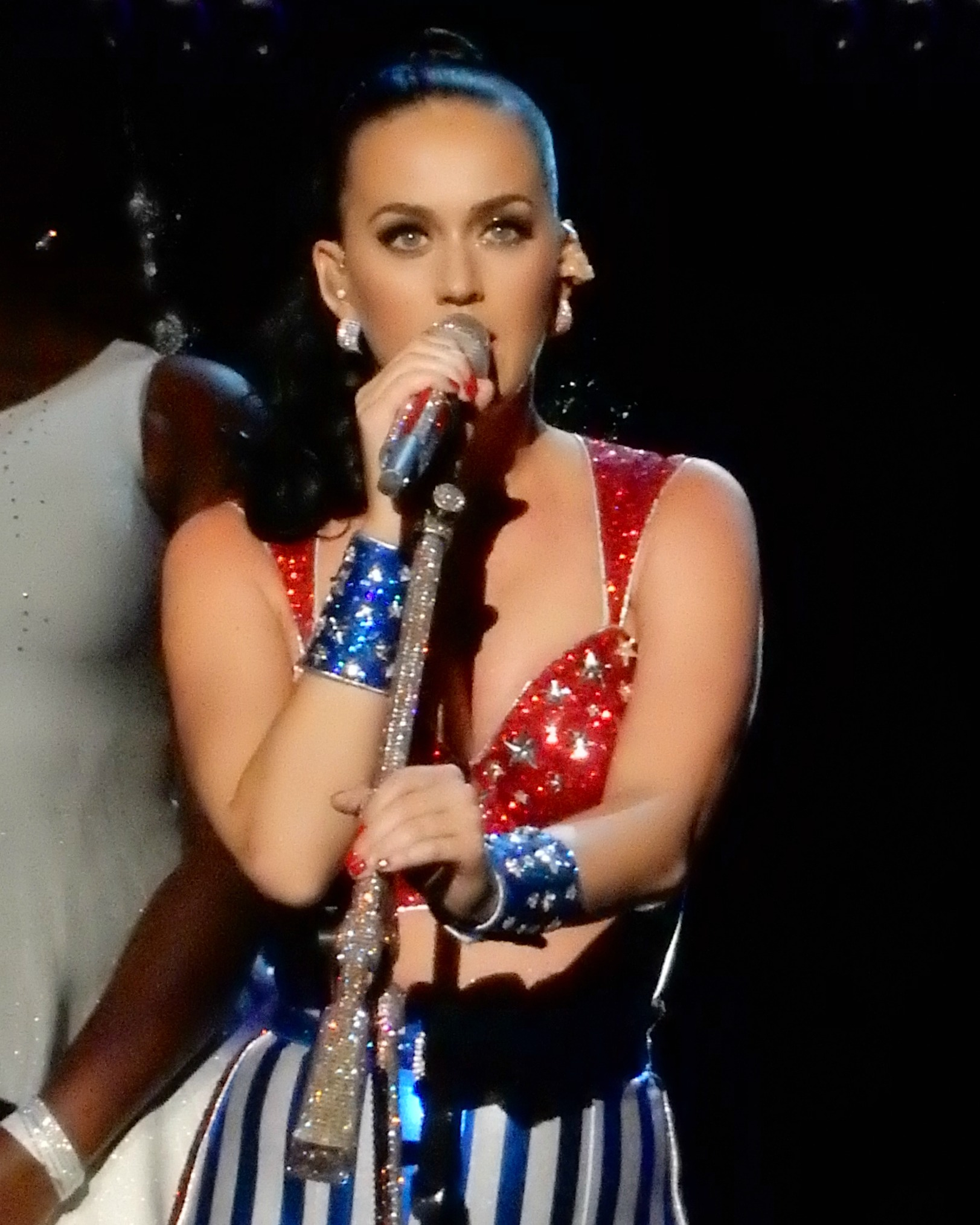
Katy Perry, cântăreață americană
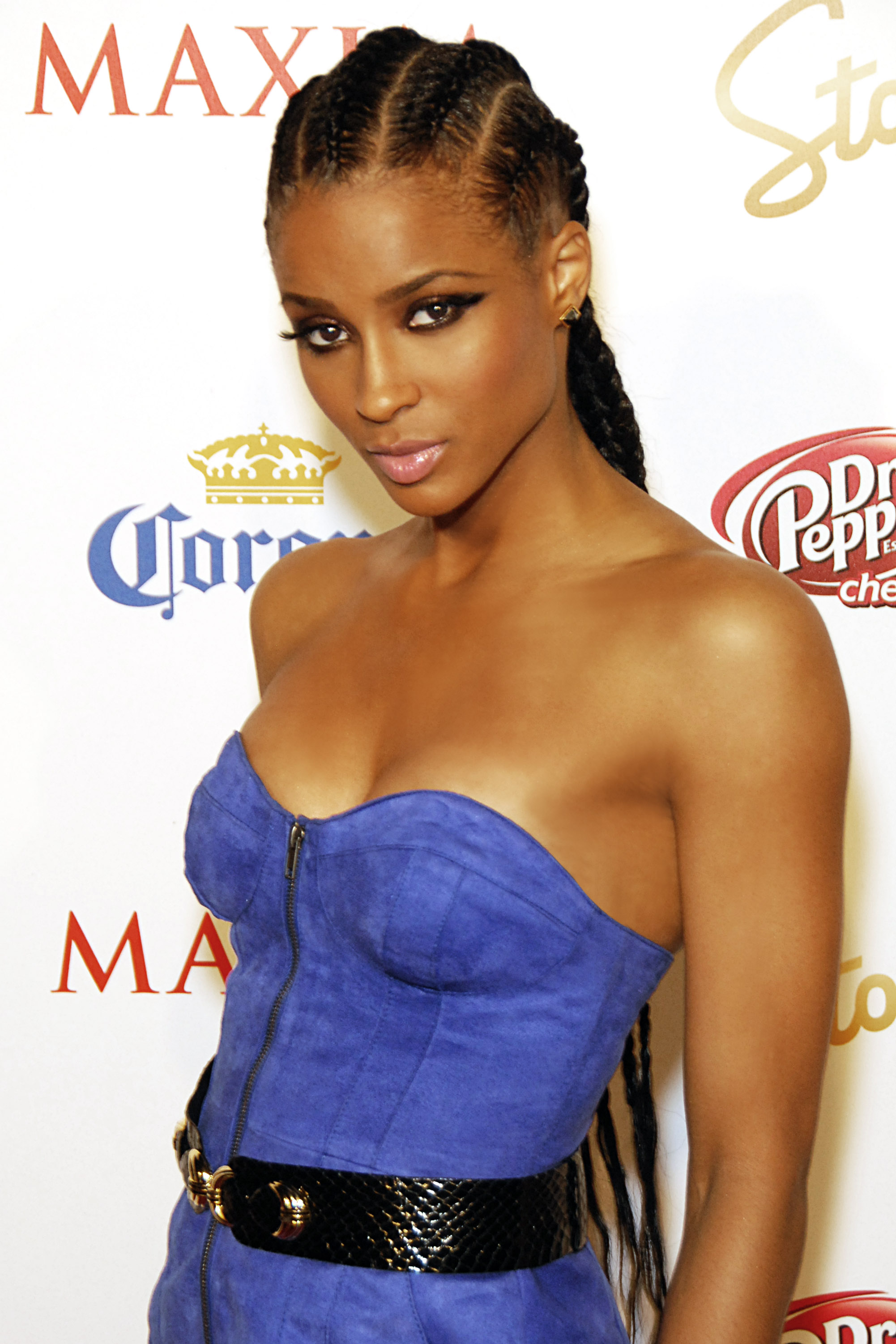
Ciara, cântăreață americană

- 1925: Ioan Chirilă, jurnalist și scriitor român (d. 1999)
- 1925: Valeria Guțu Romalo, lingvistă română, membră de onoare (2006) a Academiei Române
- 1931: Annie Girardot, actriță franceză (d. 2011)
- 1944: Jon Anderson, cântăreț britanic (Yes)
- 1945: Irinel Caprini-Gologan, fiziciană română, membră corespondentă a Academiei Române
- 1950: Chris Norman, cântăreț și textier englez (Smokie)
- 1958: Kornelia Ender, înotătoare germană
- 1972: Esther Duflo, economist american
- 1972: Cristian Dulca, fotbalist român
- 1984: Marius Constantin, fotbalist român
- 1984: Katy Perry, cântăreață americană, compozitoare și actriță
- 1985: Ciara, cântăreață americană
- 1985: Reanne Evans, jucătoare engleză de snooker
- 1996: Kotone Furukawa, actriță japoneză

## Decese
- 0625: Papa Bonifaciu al V-lea
- 1154: Regele Ștefan al Angliei (n. 1096)
- 1359: Beatrice a Castiliei, regină a Portugaliei (n. 1293)
- 1400: Geoffrey Chaucer, scriitor englez (n. 1340)
- 1495: Ioan al II-lea al Portugaliei (n. 1455)

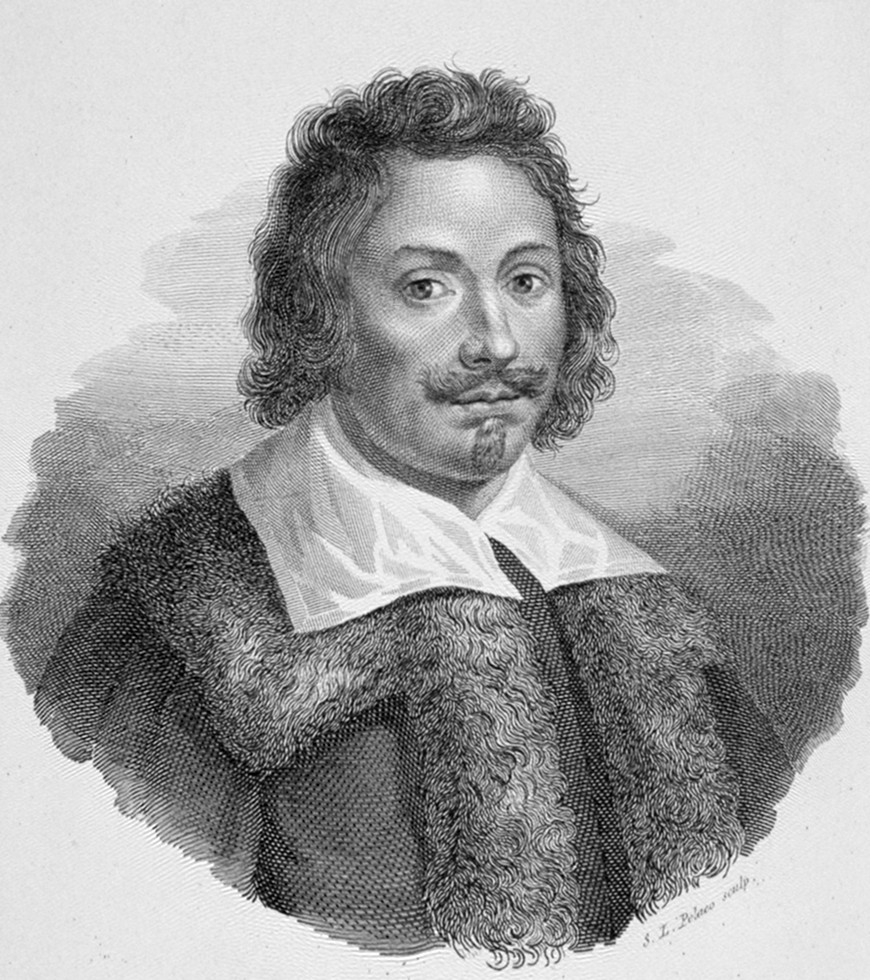
Evangelista Torricelli, matematician, fizician italian
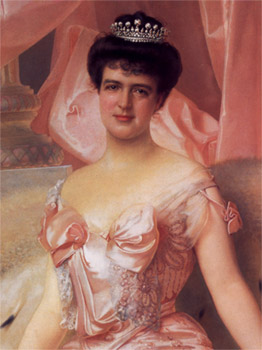
Amélie de Orléans, soția regelui Carlos I al Portugaliei
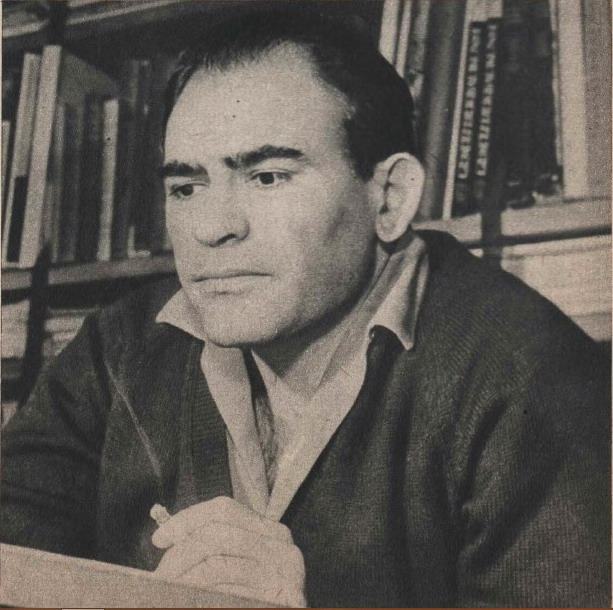
Liviu Ciulei, regizor, scenograf român

- 1647: Evangelista Torricelli, matematician, fizician și inventatorul italian (n. 1608)
- 1760: Regele George al II-lea al Marii Britanii (n. 1683)
- 1889: Émile Augier, dramaturg francez (n. 1820)
- 1920: Alexandru I, regele Greciei (1917-1920), în urma unei infecții a sângelui provocate de mușcătura maimuței favorite (n. 1893)
- 1926: Maria Letizia Bonaparte, ducesă de Aosta (n. 1866)
- 1941: Robert Delaunay, pictor francez (n. 1885)
- 1951: Amélie de Orléans, soția regelui Carlos I al Portugaliei (n. 1865)
- 1957: Henry Van de Velde, arhitect și designer belgian (n. 1863)
- 1980: Philipp, Landgraf de Hesse (n. 1896)
- 2011: Liviu Ciulei, regizor, scenograf, actor român (n. 1923)

## Sărbători
- România: Ziua Armatei Române
- Kazahstan: Ziua națională - Aniversarea Republicii.
- în calendarul ortodox: Sf. Mucenici Marcian și Martirie; Sf. Mucenic Valerian; Sf. Tavita
- în calendarul greco-catolic: Sf. Marcian și Martiriu († 358, Constantinopol); Sf. Valerian, martir; Sf. Tabita
- în calendarul romano-catolic: Sf. Crisant și Daria, soți, martiri († ca. 304, Roma)
- în calendarul lutheran: Philipp Nicolai, pastor († 1608, Hamburg)